# サツマシジミ
サツマシジミ（薩摩小灰蝶、Udara albocaerulea）は、チョウ目シジミチョウ科ヒメシジミ亜科に分類される蝶の一種。

## 概要
ルリシジミの仲間で、翅裏は明灰色の地に黒斑を散らす。ルリよりは一回りほど大きい。また前翅表に青色光沢があるが、その中央部にデルタ状の白色部があるなど近縁種との識別はたやすい。
幼虫の食草はサンゴジュ・ハクサンボク・ガマズミ（スイカズラ科）・バクチノキ（バラ科）・クロキ（ハイノキ科）。季節ごとに親蝶の産卵植物が異なる。幼虫はつぼみや新芽を食べるので、その付近に産卵する。
成虫は年4～6回ほど発生し蛹で越冬（南西部では越冬態不定）。冬以外はほぼいつでも見られる。花によく来るほか、湿地帯ではときに吸水集団をつくる。

## 分布
三重県以西の本州、香川県を除く四国、九州以南に分布。国外では台湾、中国からヒマラヤにかけて。